# 张天民 (1928年)
张天民（1928年1月—2014年3月3日），男，山东安丘人，中国生化制药学专家，曾任山东医科大学教授，中国药学会理事。1980年代，张天民从人的脐带及鸡冠中成功提取透明质酸，后于1985年研制出中国第一款HA注射液，用于眼科手术，被誉为“中国玻尿酸之父”。